# Roger Daltrey
Roger Harry Daltrey, né le 1er mars 1944 à Shepherd's Bush dans la banlieue de Londres, est un chanteur de rock britannique, membre fondateur du groupe The Who. Il a également été acteur dans de nombreux films, pièces de théâtre et téléfilms.

## Biographie

### Enfance et jeunesse
Roger Harry Daltrey naît le 1er mars 1944 à Shepherd's Bush, dans la banlieue de Londres au Royaume-Uni. Il passe son enfance aux côtés de ses parents, Harry et Irene Daltrey, à Sheperd's Bush et Bedford Park. Son père travaille à l'usine, tandis que sa mère, atteinte de poliomyélite qui la prive en partie de l'usage de ses mains, est forcée de rester à la maison. Roger a deux sœurs, Gillian et Carol.
À onze ans, Daltrey réussit l'eleven-plus, examen qui teste alors les capacités scolaires des jeunes enfants. Il obtient d'excellentes notes, se classant en tête de classe, et est envoyé dans une école pour garçons, l’Acton County Grammar. Ses parents espèrent qu’il pourra aller à l’Université, mais le jeune garçon se révèle particulièrement turbulent. Rejetant en bloc l'enseignement scolaire, il refuse de s’intéresser à quoi que ce soit d'autre que le rock and roll naissant.
Très jeune, Daltrey fabrique lui-même sa première guitare à partir d’une pièce de bois, puis forme son premier groupe, The Detours. En 1959, son père lui offre une guitare Epiphone, dans l’espoir de le convaincre de se consacrer à ses études. Peine perdue : Daltrey devient le guitariste principal des Detours, avant d'être renvoyé de son école pour y avoir allumé un feu.

### The Detours
Au début des années 1960, Daltrey se consacre entièrement aux Detours, travaillant le jour comme ouvrier métallurgiste et se produisant la nuit avec le groupe. Il attire le bassiste John Entwistle, en lui faisant croire que les Detours contrairement au groupe de John sont payés, puis, sur les conseils de ce dernier, Daltrey engage le guitariste rythmique Pete Townshend. Ensemble, ils jouent dans les mariages, les bar mitzvahs ou les cérémonies de remise des diplômes, interprétant les succès radiophoniques du moment pour des cachets négligeables mais existants.
Fin 1962, début 1963, les Detours font la première partie de Johnny Kidd and the Pirates. Suivant l'exemple de ces derniers, ils décident de devenir un trio avec chanteur, et Daltrey abandonne la guitare pour le chant. Physiquement impressionnant, Daltrey jouit à l'époque d'une réputation de violence qui est parfois utile dans la vie mouvementée du groupe. Patron incontesté des Detours, il fait lui-même la sélection des morceaux qu'ils jouent : des reprises des Beatles, de James Brown, de la Motown, ainsi que des classiques du Rock and Roll.
En 1964, il décide de changer le nom du groupe car Enstwistle avait entendu parler d'un groupe appelé The Detours qui avait sorti un disque. Townshend suggère The Hair, mais Daltrey préfère The Who.

### The High Numbers
En avril 1964, le batteur des Who, Doug Sandom, quitte le groupe, remplacé par Keith Moon. Celui-ci a été choisi car il était monté sur la scène en plein concert pour chasser le batteur et détruire son instrument le temps de quelques morceaux. Influencés par leur ami Pete Meaden, les Who adoptent alors l'esthétique des Mods, de jeunes rebelles au code vestimentaire et éthique très précis. Ils changent à nouveau de nom pour The High Numbers, et commencent à enregistrer des morceaux originaux, dont I'm the Face et Zoot Suit.

### The Who
De nouveau sous l’appellation "The Who", le groupe signe un contrat d'enregistrement qui stipule qu'ils doivent écrire leurs propres chansons. Townshend se montre le plus doué à cet exercice, ce qui réduit l'influence de Daltrey sur le groupe. Leur second single, Anyway, Anyhow, Anywhere, sera la seule collaboration entre Townshend et Daltrey en plus de trente ans.
À cette époque, les Who jouent dans de petits clubs et Daltrey développe un jeu de scène agressif, frappant parfois les spectateurs des premiers rangs avec son micro qu'il balance au bout de son câble. Si le son ne lui convient pas, il n'hésite pas à interrompre le concert pour aller lui-même corriger le problème.
Alors que les Who tournent au Danemark après la sortie du single My Generation, Daltrey est mis hors de lui par la consommation grandissante de drogues, principalement des amphétamines, de ses compagnons. Au retour de la tournée, il jette les pilules de Keith Moon dans les toilettes, frappant violemment ce dernier lorsque celui-ci tente de s'y opposer. À la suite de cet incident, en septembre 1965, les Who excluent Daltrey du groupe. Au bout de quelques jours il est réintégré, contre la promesse de cesser tout acte de violence. Daltrey racontera plus tard « j'ai pensé que si je ne restais pas avec les Who, j'allais rester ouvrier métallurgiste toute ma vie. ».

### Carrière
Ancien ouvrier métallurgiste connu pour ses réactions parfois violentes et son aversion pour les drogues, Daltrey délivre en chantant une énergie hors du commun, qui fit dire à son guitariste : « les chansons des Who parlent de peur, et il faut un homme pour chanter à propos de la peur ». Souvent vêtu lors des concerts d'une veste à franges qui amplifient chacun de ses mouvements, Daltrey a développé au fil des années un jeu de scène très spectaculaire, lançant notamment son micro en l'air pour le rattraper au dernier moment.
Daltrey a composé peu de morceaux pour les Who, mais est néanmoins un rouage essentiel du groupe, auquel il apporte les grognements et la sueur du Blues, mais aussi une certaine énergie sexuelle : ses vestes à franges sur son torse musclé et ses yeux bleus laissaient peu de jeunes filles indifférentes dans les années 1970, alors que Peter Townshend leur faisait plutôt l'effet inverse. Son attitude scénique influencera tous les chanteurs qui lui succéderont à commencer par Robert Plant de Led Zeppelin.
La personnalité de Daltrey atteint son apogée à la fin des années soixante et au début des années soixante-dix. Sa voix devient beaucoup plus expressive et son registre vocal devient étonnamment étendu. Sa voix peut être tour à tour très puissante et rageuse dans les titres Baba O'Riley ou Won't Get Fooled Again, mélodieuse dans Behind Blue Eyes ou d'une rare pureté sur See Me Feel Me. Cette voix unique et ses performances scéniques font qu'il a été reconnu unanimement comme un des plus grands chanteurs de rock de tous les temps.
Sa carrière solo ponctuée de quelques hits dévoilera d'autres facettes de sa personnalité.
En 1987, il reprend Cargo d'Axel Bauer, ré-intitulé Take me home.
En 1992, il participe au Freddie Mercury Tribute, concert rendant hommage à Freddie Mercury, mort l'année précédente. Il interprète, avec Brian May, John Deacon et Roger Taylor la célèbre chanson de Queen I Want It all. Sa prestation est jugée d'un excellent niveau.
En 2001, Roger Daltrey a été la vedette de la série américaine Ondes de choc (Strange Frequency). À chaque épisode, il présente les histoires et il a également le rôle de Simon/le diable dans le premier épisode Le dieu de la guitare.
Daltrey a également une carrière cinématographique, avec quelques films en tant qu'acteur (Tommy et Lisztomania en 1975, Mc Vicar en 1980...) et de nombreux en tant que producteur à son actif.
Toujours actif durant ces dernières années avec les Who, en solo, en tant qu'acteur ou pour des œuvres caritatives, il enregistre avec Pete Townshend, son compère de toujours, l'album Endless Wire et se lance dans une gigantesque tournée mondiale. Fin 2006, Roger révèle son cancer a la gorge. Ils doivent annuler des concerts, mais il guérit et ils reprennent la route.
En 2011, Daltrey enregistre Ma seule amour en duo avec Laurent Voulzy sur l'album de ce dernier Lys & Love sorti fin 2011.
Roger fait partie des ambassadeurs internationaux de la musique Pop-Rock, toujours très actif avec le groupe The Who ou en solo. Sa personnalité complexe a beaucoup évolué au cours du temps et son image rigide et peu engageante des débuts s'est progressivement estompée au profit d'une personnalité beaucoup plus sympathique qui en fait un monstre sacré devenu abordable avec plaisir.
Dès qu'il en a eu les moyens, Daltrey s'est offert une ferme dans le sud de l'Angleterre et a mené une vie de gentleman farmer, se levant à l'aube pour s'occuper de ses animaux loin du show business et des excès de son ami Keith Moon.
Daltrey a été longtemps un partisan du Parti travailliste en Grande-Bretagne, même s'il s'exprime de manière très critique vis-à-vis de sa politique d '« immigration massive », faisant valoir que les politiques d'immigration actuelles minent la classe ouvrière britannique.
Fin 2012, Roger devient le nouveau patron du Brighton Institute of Modern Music (en) de Brighton.
En mai 2014, Roger devient sourd. Il aurait du mal à communiquer avec le groupe. Roger dit au journal du Québec : « Je suis devenu sourd ces derniers temps », a-t-il confié à Pete Mitchell de Absolute Radio. « Ça nous arrive à tous. Tous ces décibels dans les années 60, 70 et 80. Donc je travaille maintenant avec une sorte de sonotone... Le problème avec le système que j'utilise, c'est qu'il n'est pas compatible. Donc je dois essayer de travailler quand même, mais je n'arrive pas vraiment à suffisamment bien m'entendre. Il m'arrive parfois de chanter un peu trop fort. »
En 2019 sort son autobiographie, My Generation.

## Anecdotes
- Il a écrit et chanté un titre à la mémoire d'Arsenal lors du dernier match des Gunners à Highbury.
- Il a joué dans de nombreux épisodes de Highlander (rôle de Hugh Fitzcairn), un épisode de Loïs et Clark : les nouvelles aventures de Superman (Tez l'assassin de Krypton) et également dans un épisode de la série américaine That 70's Show (“That '70s Musical”, saison 4). Il a également joué dans la série Sliders : Les Mondes parallèles où il interprète un rôle de composition, l'odieux Colonel Rickman, dans l'épisode en deux parties de la troisième saison, Un monde d'exode.
- Il a aussi joué dans un épisode des Experts, une sorte de clin d'œil puisque certaines chansons des Who, Who are You, Won’t get fooled again, Baba O'Riley et I can see for miles  servent de génériques aux quatre séries. Dans l'épisode intitulé Living Legend (Saison 7, épisode 9), il interprète le rôle d'un gangster disparu dans les années 1970 et qui revient, en se déguisant, assassiner ses anciens complices qui avaient tenté de le tuer.
- Il est membre et fondateur du Teenage Cancer Trust (activité caritative soignant les adolescents atteints de cancer).
- Il prend position en faveur du Brexit lors du référendum sur l'appartenance de la Grande-Bretagne à l'Union européenne en 2016[10].

## Discographie solo

### Albums
- Daltrey, 1973
- Ride a Rock Horse, 1975
- One of the Boys, 1977
- McVicar, 1980
- Parting Should be Painless, 1984
- Under a Raging Moon, 1985
- Can't Wait to See the Movie, 1987
- Rocks in the Head, 1992
- As Long As I Have You, juin 2018

### Album live
- 1994 : A Celebration: The Music of Pete Townshend and The Who

### Compilations
- 1981 : The Best of Roger Daltrey
- 1992 : Best of Rockers & Ballads
- 1997 : Martyrs & Madmen: The Best of Roger Daltrey
- 1998 : Anthology
- 2005 : Moonlighting: The Anthology

### Bandes son
- 1975 : Lisztomania
- 1980 : McVicar
- 1986 : Quicksilver - Chante sur Quicksilver Lightning
- 1987 : The Lost Boys - Chante sur Don't Let The Sun Go Down On Me
- 1987 : The Secret of My Succe$s - The Price of Love
- 1990 : Mack the Knife - Mack the Knife et Mack the Knife Reprise
- 1995 : The Wizard of Oz in Concert: Dreams Come True - If I Only Had A Heart
- 1995 : The Hunting of the Snark
- 1999 : British Rock Symphony - Kashmir avec Ann Wilson et Let It Be avec Simon Townshend
- 2000 : Best - House of the Rising Sun
- 2002 : The Banger Sisters - A écrit les paroles et a chanté sur Child of Mine

### Singles
- Giving It All Away (#5 UK), 1973
- I'm Free (#13 UK), 1973
- Come and Get Your Love, 1975
- Written on the Wind, 1977
- Avenging Annie, 1977
- Say It Ain't So Joe, 1977
- Free Me (#39 UK), 1980
- Without Your Love (#20 US), 1980
- Walking in My Sleep, 1984
- After The Fire, 1985
- Let Me Down Easy, 1985
- Under a Raging Moon, 1986

### Collaborations
- An Irish Evening des Chieftains, 1992
- Il collabore aussi avec les Foo Fighters lors d'un concert à Londres en 2011
- Ma seule amour de Roger Daltrey, chanson présente sur l'album Lys & Love de Laurent Voulzy (2011) Prête sa voix pour la réplique en anglais.
- Going Back Home, 2014 (avec Wilko Johnson)

## Filmographie

### Télévision
- 1983 : The Comedy of Errors - Téléfilm : Dromio of Ephesus / Dromio of Syracuse
- 1983 : The Beggar's Opera - Téléfilm : Macheath
- 1984 : Murder: Ultimate Grounds for Divorce - Téléfilm : Roger Cunningham
- 1986 : The Little Match Girl - Téléfilm : Jebb Macklin
- 1987 : Gentry - Téléfilm - Colin
- 1989 : L'Opéra de Quat Sous  - Télé Théâtre : Chanteur de Rue
- 1990 : Forgotten Prisoners: The Amnesty Files - Téléfilm : Howard
- 1992-1998 : Highlander : Hugh Fitzcairn
- 1993 : Les contes de la crypte : (saison 5 épisode 3) Dalton
- 1995 : Loïs et Clark : Les Nouvelles Aventures de Superman : (saison 3, épisode 22) Tez
- 1997 : Sliders : Les mondes parallèles (saison 3, épisodes 16 & 17) : colonel Rickman
- 2000 : Dark Prince: The Story of Dracula - Téléfilm : Le Roi Janos
- 2001 : Chasing Destinies - Téléfilm : Nehemiah Peoples
- 2002 : That '70s Show : (saison 4 épisode 24) M.Wilkinson
- 2006 : Les experts (saison 7 épisode 9) : Mickey Dunn [11]
- 2013 : " Pawn Stars"

### Cinéma
- 1975 : Tommy de Ken Russell : Tommy Walker
- 1975 : Lisztomania de Ken Russell : Franz Liszt
- 1978 : Psychose phase 3 (The Legacy) de Richard Marquand : Clive Jackson
- 1980 : McVicar (en) de Tom Clegg (en) : John McVicar
- 1991 : Buddy's Song de Claude Watham : Terry
- 1991 : Espion junior (If Looks Could Kill) de William Dear : Blade
- 1991 : Cold Justice de Terry Green : Keith Gibson
- 1996 : Vampirella (en) de Jim Wynorski : Vlad
- 1998 : Like It Is (en) de Paul Oremland : Kelvin
- 2000 : Best de Mary McGuckian : Rodney Marsh
- 2002 : .Com for Murder de Nico Mastorakis : Ben
- 2006 : Johnny Was (en) de Mark Hammond : Jimmy

## Autobiographie
- 2019 : My Generation: Autobiography - Roger Daltrey, Éditions Kero 390 Pages  (ISBN 9782366584356)